# 佐藤六朗
佐藤 六朗（さとう ろくろう、1929年 - ）は、福島県郡山市出身の日本の漫画家。本名は佐藤 六郎。

## 来歴・人物
福島県立安積高等学校を卒業し上京、1950年、芝浦工業専門学校（現、芝浦工業大学）卒業。
薬品会社に就職するが会社が倒産。郡山市にもどり実家のうなぎ屋の手伝いをしながら、福島民友、福島民報のマンガ欄や『アサヒグラフ』の漫画学校などに投稿する。
1955年10月に再び上京。加藤芳郎の世話で「漫画集団」に参加する。1959年、文藝春秋社の『漫画読本』に掲載した「動物記」で文藝春秋漫画賞の候補となる。同年、『漫画サンデー』にて「ゆるふん太平記」を連載する。以後、雑誌、新聞の連載漫画や挿絵や一コマ漫画で多数活躍する。1967年、「かばぁ・ガール」で再び文藝春秋漫画賞で候補となる。
ナンセンスな笑いの漫画を得意とし、主人公に動物を擬人化した動物漫画が多い。日本漫画家協会、漫画集団に所属し、日本漫画家協会の名誉会員である。
この他、テレビ番組『スターどっきり㊙報告』で、オープニングにレポーターが内容を紹介する際のボードのイラストも担当していた。

## 主な作品

### 漫画
- ミス・おティーン（美しい十代、1959年 - 1960年）
- イッポン男子（コダマプレス、1966年）

### 新聞掲載作品
- さっぱり君（山梨日日新聞、大分合同新聞）1964年
- ゴマメ氏（サンケイ新聞）1965年
- ウルトラマダム（北國新聞、岩手日報）1966年 - 1967年
- ヒトモノ一平（神戸新聞、北海道新聞）1968年

### テレビ番組
- スターどっきり㊙報告（フジテレビ）ボードイラスト担当